# كريستوف مانداني
كريستوف مانداني (7 فبراير 1985 بتولوز في فرنسا - ) (بالفرنسية: Christophe Mandanne)‏ هو لاعب كرة قدم فرنسي في مركز الهجوم. شارك مع منتخب فرنسا تحت 17 سنة لكرة القدم ومنتخب فرنسا تحت 19 سنة لكرة القدم. أما مع النوادي، فقد لعب مع ستاد ريمس ونادي الفجيرة ونادي تور ونادي ديجون ونادي غانغون ونادي لوهافر.

## وصلات خارجية
- كريستوف مانداني على موقع رابطة كرة القدم الفرنسية للمحترفين (الإنجليزية)
- كريستوف مانداني على موقع قاعدة بيانات كرة القدم.إي يو (الإنجليزية)
- كريستوف مانداني على موقع ليكيب (الفرنسية)
- كريستوف مانداني على موقع Soccerway.com (الإنجليزية)
- كريستوف مانداني على موقع AS.com (الإسبانية)